# Singlarnas dag
Singlarnas dag eller Guanggun Jie (kinesiska: 光棍节 ; pinyin: Guānggùn JIE, bokstavligen: "kala pinnars högtidsdag") är en festivaldag med ett brett engagemang bland unga kineser, för att fira det faktum att de är stolta över att vara singel. Datumet, 11 november (11/11), väljs eftersom siffran "1" liknar en person som är ensam. Denna festival har blivit den största dagen för onlineshopping i världen.

## Historik
Singlarnas dag, som har sitt ursprung från Nanjing University 1993, började ursprungligen firas vid olika universitet i Nanjing under 1990-talet. Den fick sitt namn eftersom datumet består av fyra ettor. Efter sin examen tog studenterna universitetets tradition med sig ut i samhället. Singlarnas dag har väsentligen populariserats via Internet och följs nu av ungdomar i flera regioner utanför Kina.
Dagen firades ursprungligen endast av unga män, men firas nu allmänt av båda könen. "Blind date"-parties är också populära under denna dag i ett försök att säga adjö till singellivet. Vissa universitet anordnar ett speciellt program för att samla singlar tillsammans för gemensam fest.
En uppfattning om ursprunget till Singlarnas dag är en kärlekshistoria, där en ung man som hette Mu Guang Kun, född den 11 november 1970, på grund av sitt speciella namn på kinesiska, hade han kallats Guang Gun sedan hans tid i grundskolan. Under sitt andra år vid Nanjing University, började han en romantisk relation med en flicka. Emellertid drabbades flickan av cancer och dog senare. Den unge mannen gick då till översta våningen, och tände ljus på natten för flickans död och verkade bli en annan person efter den natten. På hans födelsedag under hans sista studieår, följde hans rumskamrater också med honom till den översta våningen för att hålla honom sällskap. Denna sorgliga historia blev sedan välkänd på universitetet och hans födelsedag inrättades till att vara Guang Gun Festival.

## Firandet av Singlarnas dag
Då många människor deltar i firandet av denna vilodag, har det uppstått stora affärsmöjligheter för företag med inriktning yngre konsumenter, såsom restauranger, karaokebarer, och online-köpcentra. Till exempel hade det kinesiska online-köpcentrat Taobao en omsättning på 19 miljarder CNY (cirka 3 miljarder USD) den 11 november 2012. I november 2016 satte e-handeljätten Alibaba sitt Singlarnas Dag-rekord och genererade 120.700.000.000 CNY (17,79 miljarder USD) i bruttoförsäljning.

## 11/11 på svenska
Vad dagen riktigt ska heta i svenska språket verkar inte vara riktigt avgjort (2016). Lika vanligt förekommande som "Singlarnas dag" är nämligen "Alla singlars dag", med en viss anspelning på "Alla hjärtans dag".